# Veršič
Veršič je priimek več znanih Slovencev:
- Jolanda Veršič-Žabjek, političarka
- Jožef Veršič (1775—1847), izdelovalec protez
- Marko Veršič, rimskokatoliški duhovnik